# Sowietskoje (rejon akbułacki)
Sowietskoje (ros. Советское) – wieś (sieło) w Rosji, w obwodzie orenburskim, w rejonie akbułackim. W 2010 liczyła 559 mieszkańców.